# 克卜勒9
克卜勒9（Kepler-9）是一個位於天琴座，克卜勒太空望遠鏡視野內的類太陽恆星。克卜勒9已確定發現三顆系外行星，都是以凌日法發現。前兩顆行星於2010年8月26日宣布發現，第三顆則於2011年1月1日宣布發現。這是首次以凌日法發現多顆行星的行星系。克卜勒9的其中兩顆行星互為軌道共振。

## 名稱與觀測歷史
克卜勒9的名稱由來自NASA專門尋找太陽系外類地行星的克卜勒太空望遠鏡。該恆星並無固有名稱。
2010年6月，克卜勒太空望遠鏡上線觀測後43日，該計畫的科學家提出了超過700顆系外行星的候選名單以進行進一步觀測。起初，有5顆恆星被認為有一顆以上的行星，而克卜勒9是其中之一。科學家確認了克卜勒9在每次行星凌日的時間間隔中有明顯的光度變化。克卜勒9是第一個使用凌日法發現多顆系外行星的恆星。並於2010年8月26日公布這項發現。

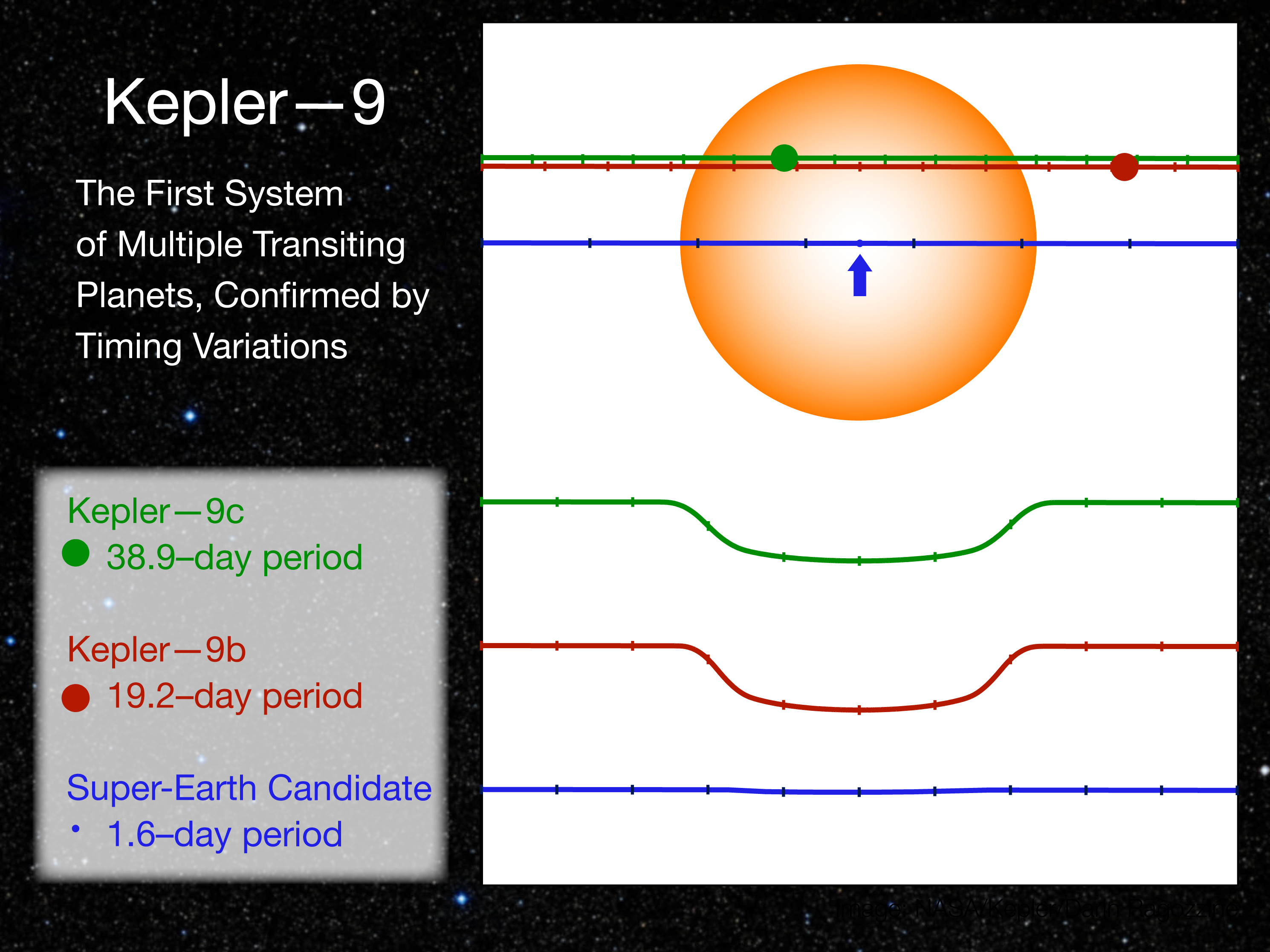
克卜勒9的行星凌日光變曲線

## 母恆星與行星系統
目前已確認有三顆系外行星環繞着黃矮星克卜勒9。較外側的兩顆行星克卜勒9b（較接近母恆星）和克卜勒9c（較遠離母恆星）是低密度的氣體巨行星；質量分別是木星的25%和17%，而半徑是木星的80%。這兩顆行星類似土星，密度都比水低。最內側的行星克卜勒9d是超級地球，半徑是地球的1.64倍，軌道週期1.6日。估計這項發現有0.59%的錯誤機率。
最接近母恆星的克卜勒9d和第二近的克卜勒9b軌道共振比例是1:12。而較外側兩顆行星的共振比例是1:2。克卜勒9b和克卜勒9c是首次以凌日法發現這種軌道形式的系外行星。軌道共振使每個行星的軌道速度改變，並且使行星凌日時間也產生震盪。克卜勒9b每次環繞母星周期增加4分鐘，克卜勒9c則是減少39分鐘。軌道週期的變化允許研究人員使用動力學模型得知行星的質量（凌日法一般無法得知行星質量）。這些行星質量是進一步由凱克天文台的高解析度階梯光柵光譜儀（HIRES）以都卜勒光譜學方式進一步確定。
克卜勒9b和9c被認為形成於「雪線」之外。它們被認為是和原行星盤的殘餘物體交互作用後向內遷移。並且它們在遷移中被鎖定軌道共振頻率。
| 成員 (依恆星距離) | 质量             | 半長軸 (AU)   | 轨道周期 (天) | 離心率 | 傾角 | 半径             |
| ----------------- | ---------------- | ------------- | ------------- | ------ | ---- | ---------------- |
| d                 | 7.0 M⊕           | 0.027         | 1.59          | 0      | —    | 1.60 R⊕          |
| b                 | 0.252 ± 0.013 MJ | 0.140 ± 0.001 | 19.24         | 0      | —    | 0.842 ± 0.069 RJ |
| c                 | 0.171 ± 0.013 MJ | 0.225 ± 0.001 | 38.91         | 0      | —    | 0.823 ± 0.067 RJ |